# 郭燕
郭燕中央人民广播电台主持人，中国之声節目主播。
1993年考入中国传媒大学广播电视文学系，1997進入中央人民广播电台文艺中心工作近十年，执导了首届《中国流行歌曲榜》颁奖典礼獲中央台综艺节目特别奖。之後参与创作主持2006、2007、2008年央視春晚，2007年香港回归祖国十周年文藝晚會有国家领导人出席，由郭燕負責撰稿、主持。之後於鳳凰衛視長期主持政治軍事節目周末龍門陣。

## 節目
- 《全球华语广播网》
- 《央广新闻》
- 《新闻纵横》
- 《直播中国》
- 《中国流行歌曲榜》
- 《歌声传情》
- 《花好月圆》
- 《泸沽湖畔女儿歌》
- 《子夜星河》
- 《娱乐前沿》
- 《中国金唱片》
- 《民歌中国》
- 《周末龍門陣》